# شکارچیان نیمه‌شب
شکارچیان نیمه‌شب (انگلیسی: The Midnight Prowlers) یک فیلم کمدی صامت کوتاه آمریکایی است که در سال ۱۹۱۵ منتشر شد. از بازیگران این فیلم می‌توان به اولیور هاردی و اتل برتون اشاره کرد.